# ويليام باركر (لاعب كريكت نيوزلندي)
ويليام باركر (13 أكتوبر 1862 بملبورن في أستراليا - 11 سبتمبر 1930 في نيوزيلندا) (بالإنجليزية: William Parker)‏ هو لاعب كريكت نيوزلندي.

## وصلات خارجية
- ويليام باركر على موقع إي آس بي آن كريك إنفو (الإنجليزية)